# Arizonában történt légi közlekedési balesetek listája
Az Arizonában történt légi közlekedési balesetek listája az Amerikai Egyesült Államok Arizona államában történt halálos áldozattal járó, illetve a kisebb balesetek, meghibásodások miatt történt, gyakran csak az adott légiforgalmi járművet érintő baleseteket is tartalmazza évenkénti bontásban.

## Arizonában történt légi közlekedési balesetek

### 2001
- 2001. augusztus 10. Meadviewtól 4 mérföldnyire, keletre. A Papillon Airways N169PA lajstromjelű Eurocopter AS350-B2-es típusú helikoptere lezuhant.[1] A balesetben a gép pilótája és öt utas életüket vesztették. Egy fő élte túl a balesetet. A későbbi vizsgálatok alapján pilótahiba okozta a balesetet.[2]

### 2018
- 2018. február 10. 5:20 (helyi idő szerint), Hulapai Indiánrezervátum, Arizona állam. A Papillon Airways egyik Eurocopter EC 130-as típusú helikoptere a Grand Canyon egyik szakaszán, a Quartermaster Canyonba zuhant. Három fő életét vesztette, négy fő túlélte a balesetet.[2]